# Alchemilla chirophylla
Alchemilla chirophylla é uma espécie de rosácea do gênero Alchemilla, pertencente à família Rosaceae.